# Batracomorphus nigromarginattus
Batracomorphus nigromarginattus är en insektsart som beskrevs av Cai och Shen 1999. Batracomorphus nigromarginattus ingår i släktet Batracomorphus och familjen dvärgstritar. Inga underarter finns listade i Catalogue of Life.